# Берк Беленкамп, Милан
Милан Берк Беленкамп (нидерл. Milan Berck Beelenkamp; родился 17 сентября 1977 года, Харлем) — нидерландский футболист, выступавший на позиции защитника. Ранее выступал за «Аякс», «Волендам», «Дженоа», «Де Графсхап», «Мехелен» и «Харлем».

## Биография

### Ранние годы
Милан Берк Беленкамп родился 17 сентября 1977 года в городе Харлем. Футболом он начал заниматься в юношеской команде клуба «Зандворт Меуэн», а уже затем оказался в молодёжном составе амстердамского «Аякса».

### Клубная карьера
Дебют Милана в основном составе «Аякс» состоялся 11 мая 1997 года в матче чемпионата Нидерландов против «Херенвена», завершившимся победой амстердамцев со счётом 2:1. В той игре он вышел на замену на 54-й минуте вместо полузащитника Ришарда Витсге. В дебютном сезоне на счету Берк Беленкампа было всего две игры в чемпионате.
В 1997 году Милан на правах аренды перешёл в клуб «Волендам». Дебют 20-летнего защитника в команде состоялся 2 ноября в домашнем матче чемпионата с «Утрехтом», который завершился поражение «Волендама» со счётом 0:1. Главный тренер «Волендама» Ханс ван дер Зе довольно часто доверял Милану место в основном составе. В сезоне 1997/98 Берк Беленкамп провёл в чемпионате 18 матчей, а также сыграл две игры в Кубке Нидерландов.
После окончания аренды в 1998 году Милан на правах свободного игрока перешёл в итальянский «Дженоа». В чемпионате Италии Берк Беленкамп провёл за «Дженоа» 14 матчей.
В 1999 году Милан вернулся в Нидерланды, подписав контракт с «Де Графсхапов». В течение шести сезонов Берк Беленкамп выступал за «Де Графсхап», в общей сумме в чемпионате он провёл 161 игру и забил 5 мячей. В августе 2005 года Милан подписал однолетний контракт с бельгийским «Мехеленом». В составе бельгийского клуба Берк Беленкамп провёл всего 13 матчей в чемпионате Бельгии, а в январе 2006 года Милан разорвал контракт с клубом.
В том же месяце Милан вернулся в Нидерланды и подписал контракт на полгода с клубом «Харлем», который выступал в первом дивизионе. Его дебют состоялся 5 февраля в гостевом матче против «Телстара». На поле Милан появился на 82-й минуте, а спустя всего 6 минут отметился голом, который в итоге помог его команде одержать победу над «Телстаром» со счётом 1:4. В марте 2006 года Милан продлил свой контракт ещё на один сезон. В своём дебютном сезоне за клуб он сыграл в чемпионате 10 матчей и забил 2 гола, а также отметился одной результативной передачей.
Выступая в первом дивизионе за «Харлем» Милан стал неизменным игроком обороны клуба, за два с половиной сезона Беленкамп провёл в чемпионате 72 матча и забил 3 гола. В сезоне 2008/09 он сыграл в чемпионате 36 матчей из 38 возможных. В мае 2009 года Милан продлил свой контракт ещё на один год. 25 января 2010 года «Харлем» объявил о своём банкротстве, и поэтому Милану пришлось покинуть команду, в составе которой он провёл свыше 100 матчей. В марте того же года Берк Беленкамп присоединился к любительскому клубу СВ АРК, который в сезоне 2010/11 выступал в Топклассе. В команде Милан является одним из самых возрастных футболистов, но несмотря на это, 35-летний защитник сыграл за клуб уже свыше 90 матчей.